# Marcus Williams
Marcus Williams   (Los Angeles, 3 de desembre de 1985) és un jugador estatunidenc de bàsquet que actualment milita a l'Unicaja Màlaga de la Lliga ACB. Va arribar a l'NBA el 2006, quan va ser triat en el draft en el lloc número 22 procedent del Connecticut Huskies.

## Universitat
Durant la seva etapa universitària, Marcus era conegut com un base de molt talent, on destacava per les magnífiques qualitats com passador gràcies a la seva tremenda visió de joc i al seu envejable control de la pilota.
En la seva temporada sophomore, en la 2004-05, Williams va fer 06/09 punts de mitjana i 7,8 assistències per partit. Va ser nomenat el jugador més millorat de la Big East Conference. En acabar la temporada, Marcus es va declarar elegible pel draft, però va decidir després passar un any més en la NCAA.
En el seu any júnior, Williams va signar 12/03 punts (amb un 86% des del tir lliure) i 8,6 assistències per partit. Aquell any va signar el primer triple doble d'UConn en una trobada de la Big East en acabar amb 18 punts, 10 rebots i 13 assistències davant Notre Dame. Va acabar amb una mitjana de 20 punts, 8,8 assistències, amb uns percentatges en general, realment fantàstics: 52% en tirs de camp, 56% en triples i 96% en tirs lliures. Va anotar el seu màxim (26 punts) en un memorable partit contra Washington. Marcus es va consolidar, a més, com un dels jugadors més decisius en els moments finals dels partits.

## Controvèrsia
Marcus va ser el centre de la polèmica quan en l'estiu de 2005 se'l va acusar de vendre quatre ordinadors portàtils que suposadament havia robat de diferents dormitoris al campus de la universitat. A causa d'aquest incident, va ser suspès un semestre sencer i no va poder jugar el primer partit de la temporada fins al gener del 2006, quan ja s'havien disputat 8 partits de competició.

## NBA
Williams va ser elegit en el número 22 del draft de 2006 per New Jersey Nets, considerat com un dels robatoris del draft, perquè molts pensaven que podia sortir en el top 10. Quatre companys d'equip també van ser triats en aquest mateix draft: Rudy Gay, Josh Boone, Hilton Armstrong i Denham Brown. Marcus Williams va acabar la seva temporada rookie amb mitjanes de 6,8 punts i 3,3 assistències per partit. Va ser seleccionat per disputar el Rookie Challenge en l'All Star de 2007. En finalitzar la temporada regular, Williams va ser inclòs en el millor quintet de rookies.
El 22 de juliol de 2008 va ser traspassat a Golden State Warriors a canvi d'una primera ronda de draft.
Més recentment, Williams va jugar la posició número 2 amb l'equip dels Pirates de Quebradillas a la Lliga de Bàsquet Superior de Nacional de Puerto Rico. La seva participació va ser crucial per a la franquícia, que va obtenir la segona posició durant la campanya regular. Va anotar 15/07 punts i va repartir 06/08 assistències per joc.

## Rússia
El 2010 el base de Connecticut feia el salt aquest any a Europa signant per l'Enisey Krasnoyarsk de la lliga russa. Després de passar per New Jersey Nets, Golden State Warriors, Memphis Grizzlies i Pirates de Quebradillas de la lliga de Puerto Rico. Els seus números en l'Enisey Krasnoyarsk van ser de 15,3 punts, 3,6 rebots i 6,8 assistències han estat els seus números en la competició domèstica. El 2011 va signar amb l'UNICS Kazan de la lliga russa.

## Espanya
El 30 juliol 2012 va signar un contracte amb l'Unicaja Màlaga per dues temporades amb opció a una altra més.

## Estadístiques
Llegenda 
- PJ Partits jugats
- PT Partits titular
- MPP Minuts per partit
- % TC Percentatge de tirs de camp
- % 3P Percentatge de tirs de 3
- % TL Percentatge de tirs lliures
- RPP Rebots per partit
- APP Assistències per partit
- ROB Robatoris de pilota per partit
- TPP Taps per partit
- PPP Punts per partit

### Temporada regular
| Any     | Equip        | PJ  | PT | MPP  | %TC   | %3P   | %TL   | RPP | APP | ROB | TPP | PPP |
| ------- | ------------ | --- | -- | ---- | ----- | ----- | ----- | --- | --- | --- | --- | --- |
| 2006-07 | New Jersey   | 79  | 2  | 16,6 | 0,395 | 0,282 | 0,847 | 2,1 | 3,3 | 4   | 0   | 6,8 |
| 2007-08 | New Jersey   | 53  | 7  | 16,1 | 0,379 | 0,380 | 0,787 | 1,9 | 2,6 | 5   | 1   | 5,9 |
| 2008-09 | Golden State | 9   | 0  | 6,0  | 0,235 | 0,333 | 0,333 | 0,4 | 1,4 | 1   | 1   | 1,3 |
| 2009-10 | Memphis      | 62  | 1  | 14,1 | 0,384 | 0,296 | 0,673 | 1,5 | 2,6 | 5   | 0   | 4,3 |
| Total   | Total        | 203 | 10 | 15,2 | 0,386 | 0,321 | 0,767 | 1,8 | 2,8 | 4   | 0   | 5,6 |

### Playoffs
| Any               | Equip      | PJ | PT | MPP | %TC   | %3P   | %TL   | RPP | APP | ROB | TPP | PPP |
| ----------------- | ---------- | -- | -- | --- | ----- | ----- | ----- | --- | --- | --- | --- | --- |
| Playoffs NBA 2007 | New Jersey | 12 | 0  | 6,5 | 0,333 | 0,077 | 0,800 | 0,8 | 1,1 | 1   | 0   | 2,4 |
| Total             | Total      | 12 | 0  | 6,5 | 0,333 | 0,077 | 0,800 | 0,8 | 1,1 | 1   | 0   | 2,4 |

## Personal
Els seus pares són Kelly i Michelle Williams. Té una germana petita, Marchelle, aspirant a escriptora i artista.